# Celama sylpha
Celama sylpha är en fjärilsart som beskrevs av Dyar 1914. Celama sylpha ingår i släktet Celama och familjen trågspinnare. Inga underarter finns listade i Catalogue of Life.